# Churrascaria

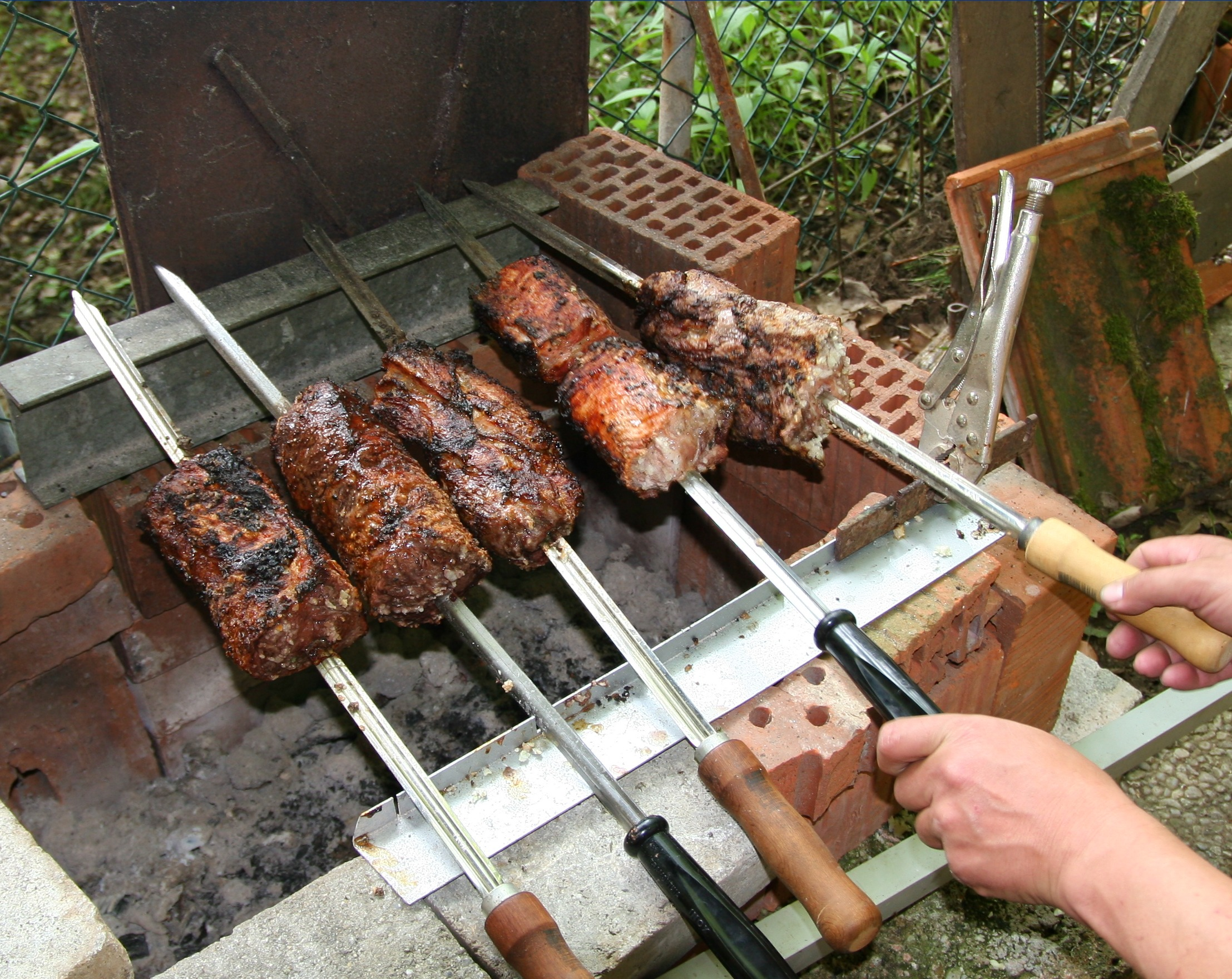
Churrasco brasileño.

Una churrasquería, conocida también como carnes a la espada, es un restaurante tradicional de Brasil (Río Grande del Sur, Brasil), donde suele servir platos de carne asada o a la parrilla (churrasco). Posee una fuerte influencia de la comida de los gauchos de Uruguay y Argentina en lo respecta al consumo y preparación de las carnes. La influencia se vio favorecida por la actividad pecuaria en la región de las dos pampas (la planicie gaucha: región meridional de Rio Grande do Sul, Uruguay y la parte de Argentina).
Es muy típico servir el churrasco, pero además suele encontrarse gallina asada (frango assado o galeto), chorizo (linguiça) o salchichas (salsichão), lomo de cerdo asado, etc. Todo ello acompañado con arroz carreteiro, mayonesa de batata, mandioca frito o cocido (influencia de indígenas), polenta frita (influencia de la migración italiana), acompañado generalmente de cerveza o vino tinto.